# トレヴィの泉

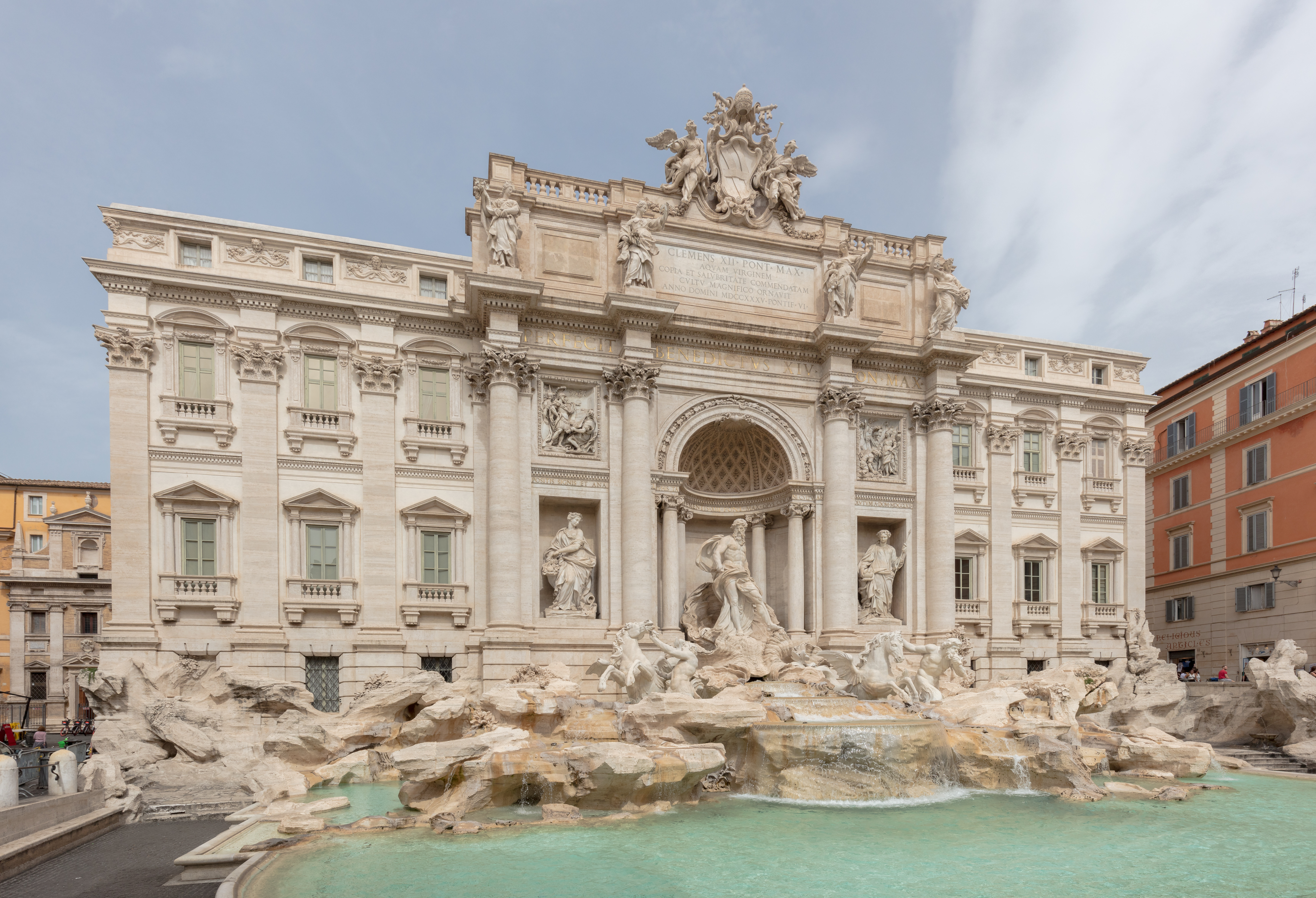
トレヴィの泉

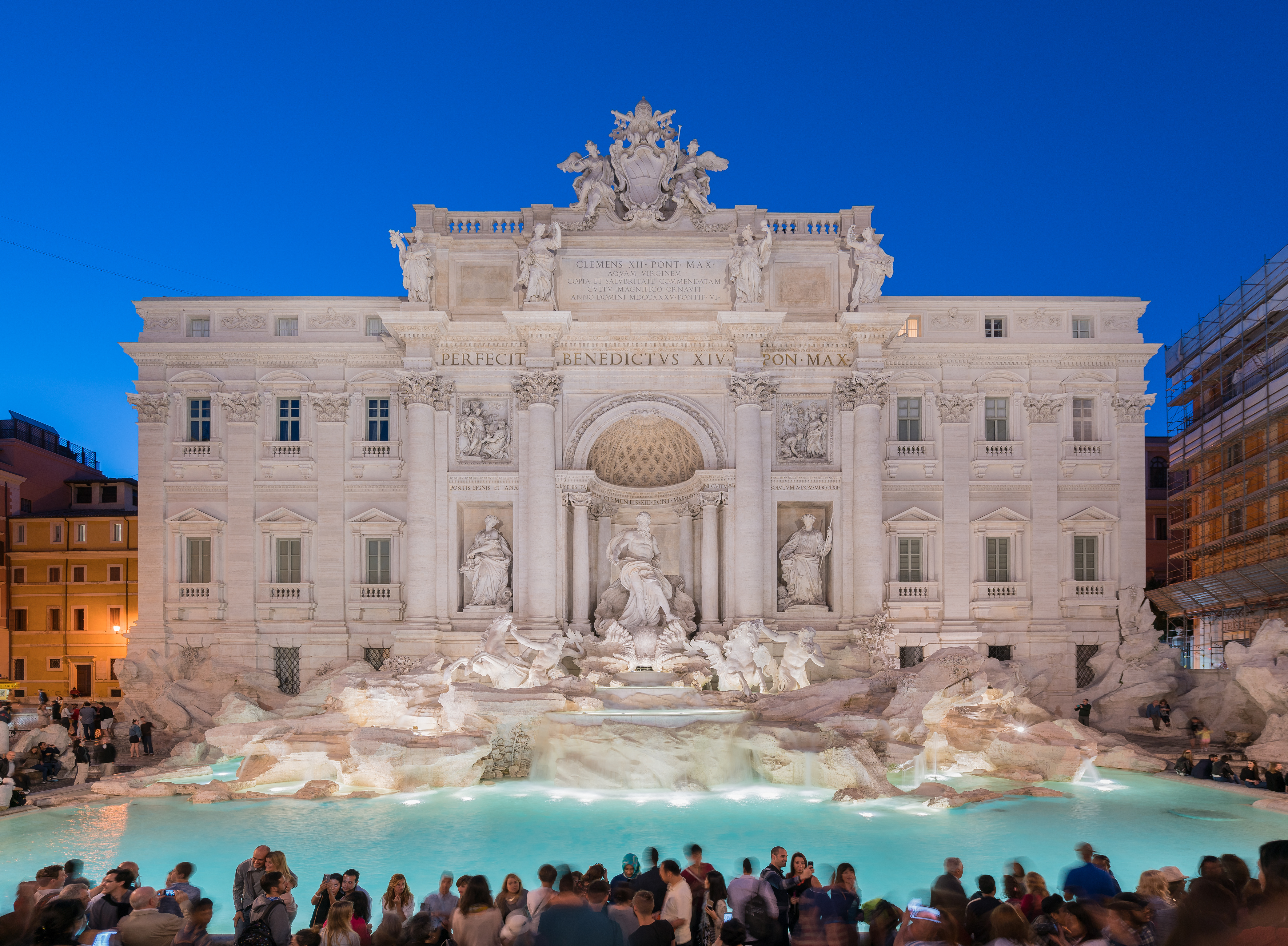
夜のトレヴィの泉

トレヴィの泉（トレヴィのいずみ、イタリア語: Fontana di Trevi）は、ローマにある最も巨大なバロック時代の人工の泉（噴水）。元は古代ローマの水道の終端点で、ローマでも有数の観光名所となっている。トレビの泉とも称される。
クイリナーレ宮殿の西側、スタンペリア通り沿いのトレヴィ広場(Piazza di Trevi)にあり、ローマ地下鉄A線バルベリーニ駅から徒歩圏内に位置する。

## 概要
バロック時代に造られた高さ25m、幅20mの噴水である。ポーリ宮殿（Palazzo Poli）の壁と一体となったデザインで、中央に水を司るオケアノスが立ち、左に豊饒の女神ケレース（デーメーテール）、右に健康の女神サルース（ヒュギエイア）が配置されている。これら池全体の造作はニコラ・サルヴィ (Nicola Salvi) の原案でピエトロ・ブラッチ(Pietro Bracci)が完成させた。
なお、トレヴィの語源については諸説あり、『ローマの水道と噴水』(1977)の著者チェーザレ・ドノーフリオによればかつて存在した地名トレビウム (Trebium) に由来するというが、一般的にはトリーヴィオ（Trivio。ラテン語ならトリウィウム(trivium) ）すなわち「3つの道」、「三叉路」が語源と考えられている。
ついで雑学的豆知識を意味するTriviaも「三叉路」が語源である。
フェリクス水道の泉、パオラの泉と共にローマ三大噴水と称されることもある。

## 歴史
元々は古代ローマ時代に皇帝アウグストゥスが作らせたもので、ヴィルゴ水道（ヴェルジネ水道、乙女の水道の意）の終端施設としての人工の泉が場所を替えた後、今の位置になった。その後、泉は教皇クレメンス12世の命によりローマの建築家ニコラ・サルヴィの設計で改造、彼の没後の1762年に完成した。
2013年1月にはフェンディの支援により大規模な修復工事を行うことが発表された。
2014年6月5日よりフェンディ単独で資金を提供して修復工事がスタートした。今回の資金提供は、ローマ市内にある歴史的な噴水を修復および保護することを目的とした「FENDI for FOUNTAINS」プロジェクトの一環として行われた。
フェンディの支援による過去最大の修復工事は2015年に完了した。

## 言い伝え
泉に背を向けてコインを1枚投げ入れるとローマへの再訪が叶うという言い伝えがある。投げるコインの枚数によって願いが異なるとされ、2枚では大切な人と永遠に一緒にいることができ、3枚になると恋人や夫・妻と別れることができると言われる。3枚の願いはキリスト教が離婚を禁止していたという歴史の名残りである。
トレヴィの泉に投げ込まれるコインは週に2回ほど回収され、一年間で総額140万ユーロに達するという。その収益は慈善団体に寄付されているが、ローマ市が市の財源とする方針を示して議論になったこともある。

## ギャラリー

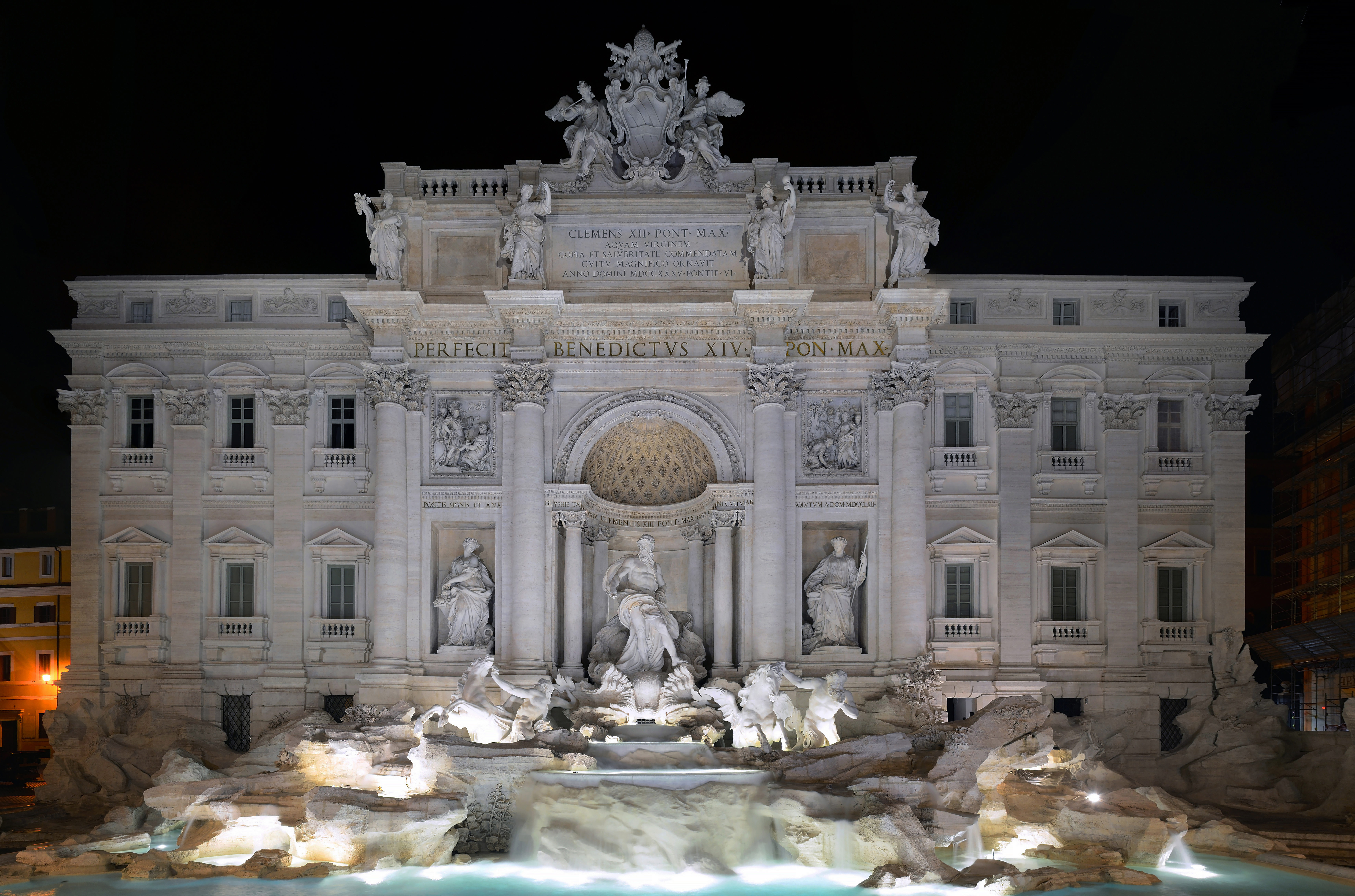
夜のトレヴィの泉
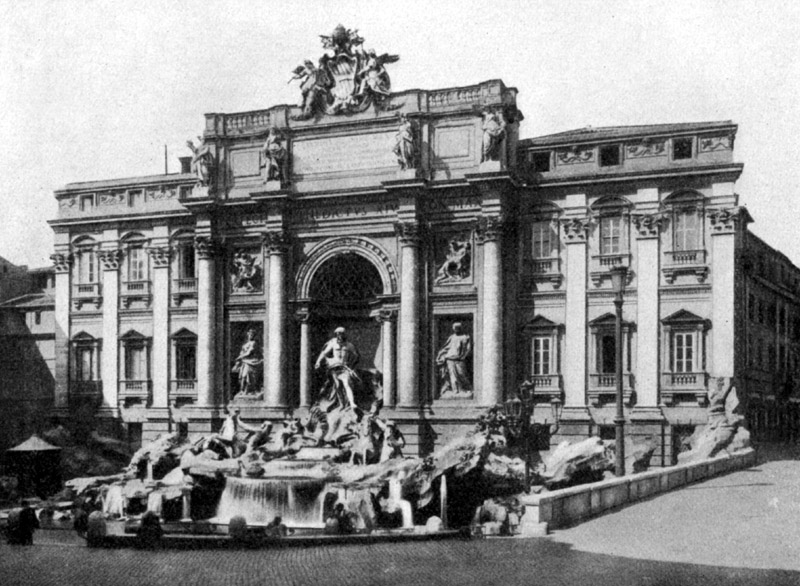
トレヴィの泉とポーリ宮殿
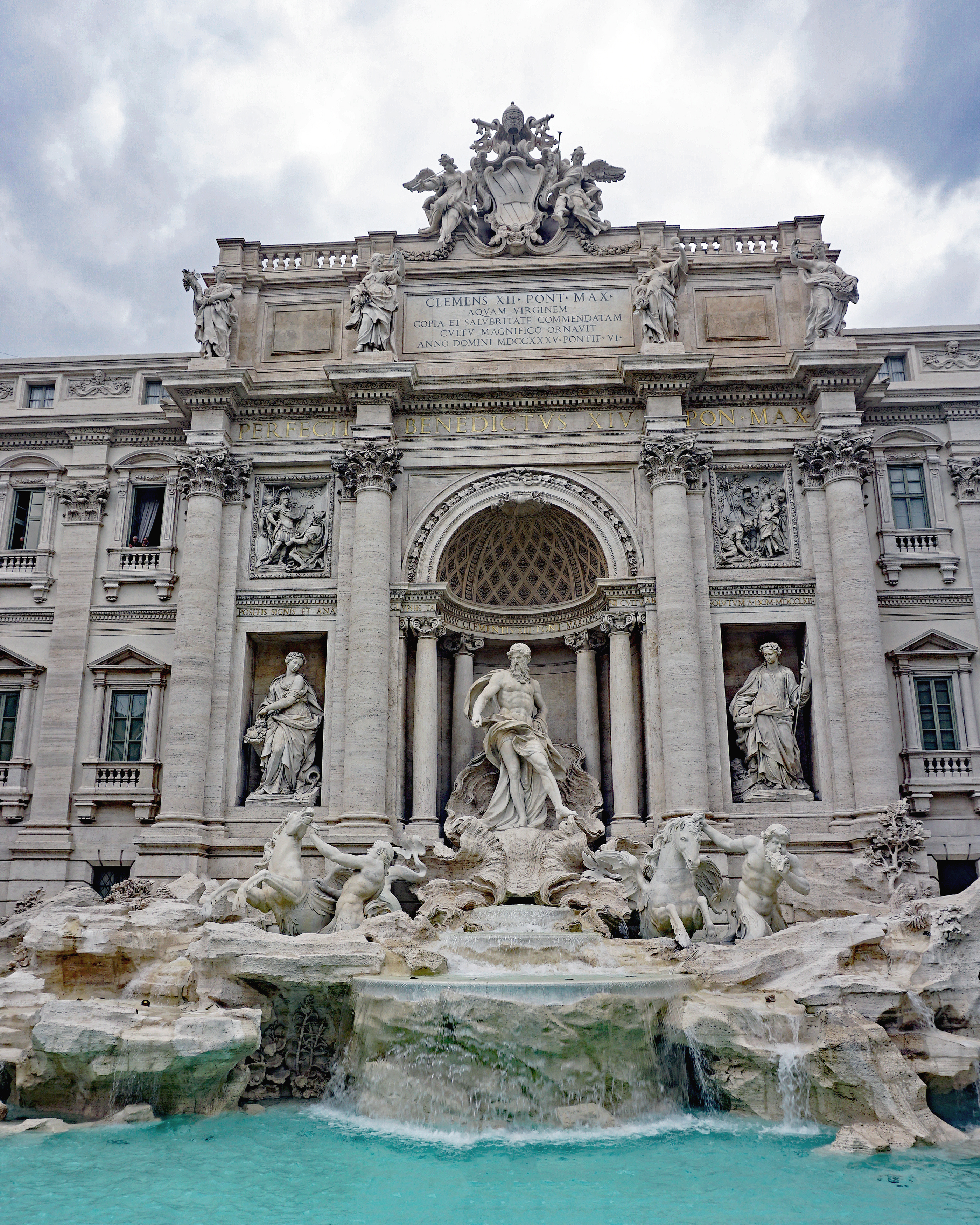
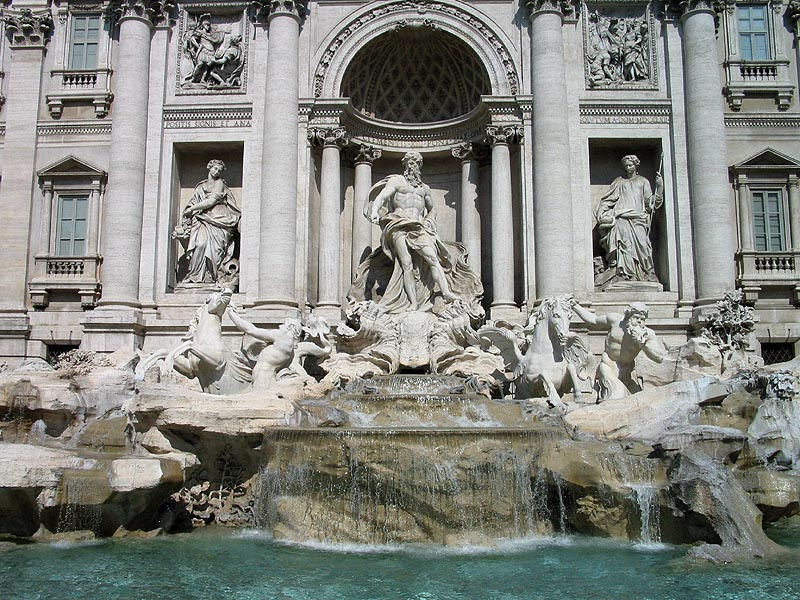
トレヴィの泉 正面
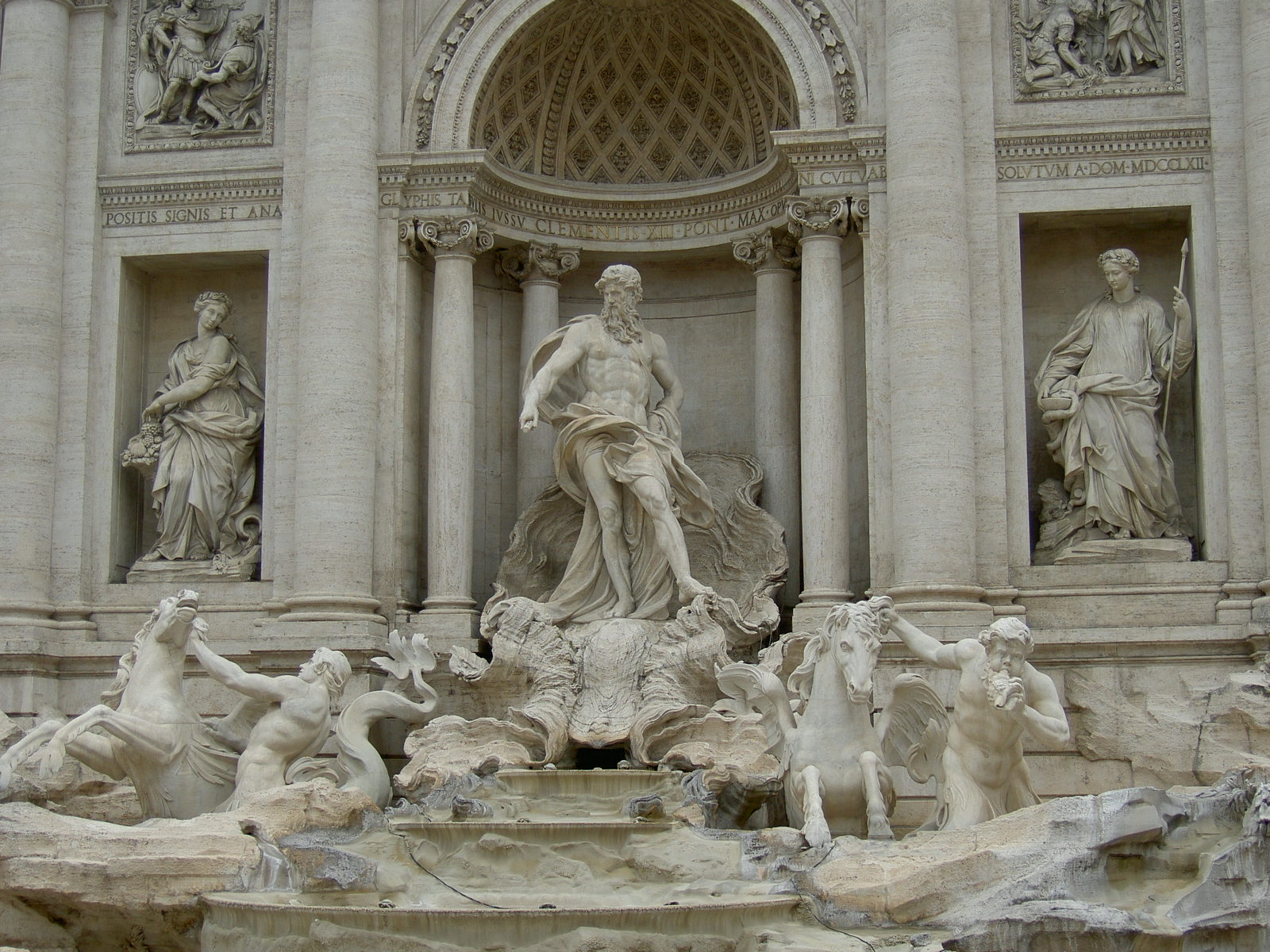
左からデメテル、オケアノス、ヒュギエイア
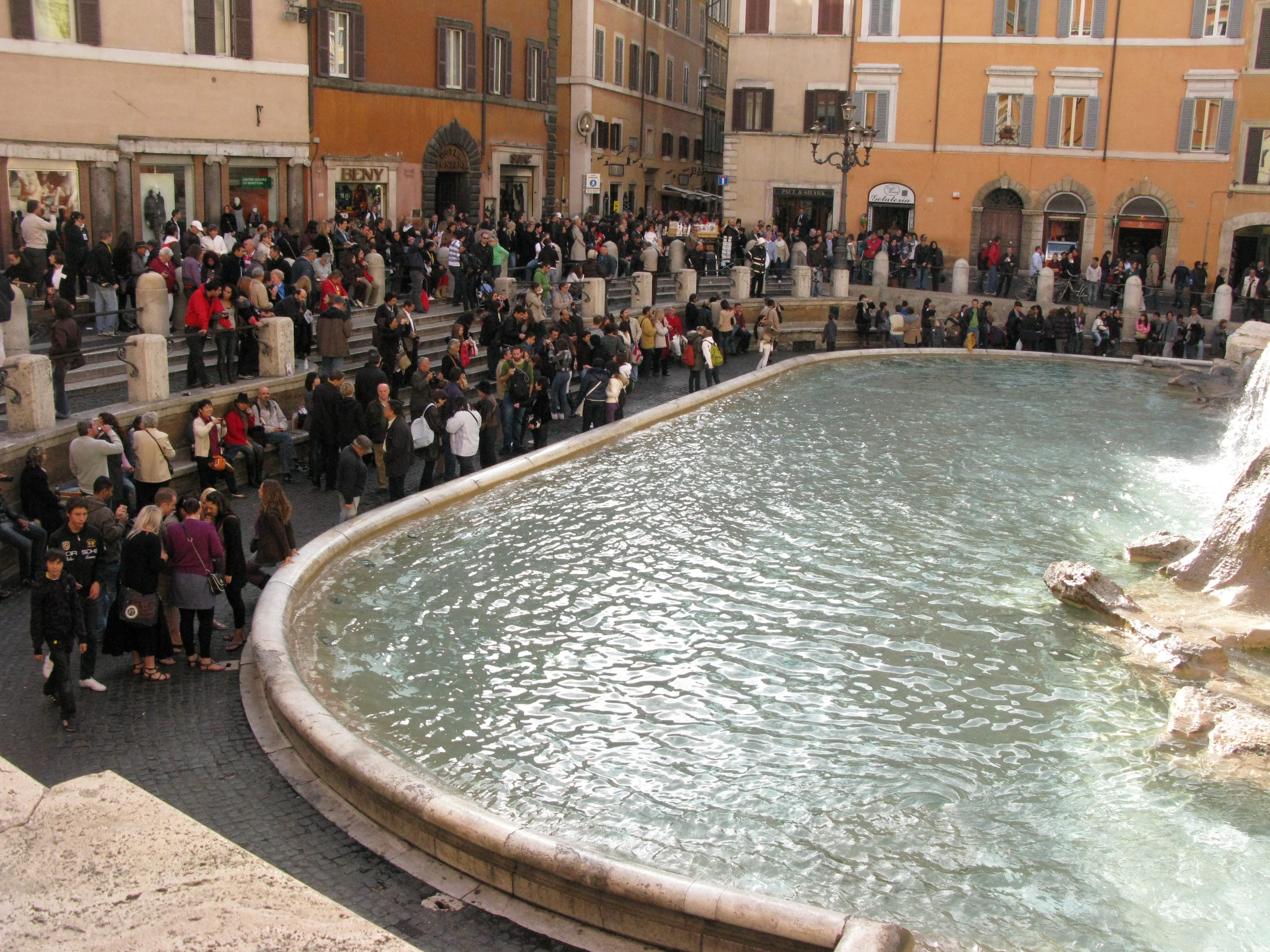
側面から、名だたるアイスクリーム屋が並ぶ

## 登場する主な作品
音楽
- ローマの噴水 - オットリーノ・レスピーギ作曲の交響詩（「第3部 真昼のトレヴィの泉」）

映画
- ローマの休日
- 愛の泉
- 甘い生活
- リジー・マグワイア・ムービー

ゲーム
- 鉄拳タッグトーナメント2 - キャラクターが戦うステージとして登場する。ステージ名は『Fontana Di Trevi』。

## 事件

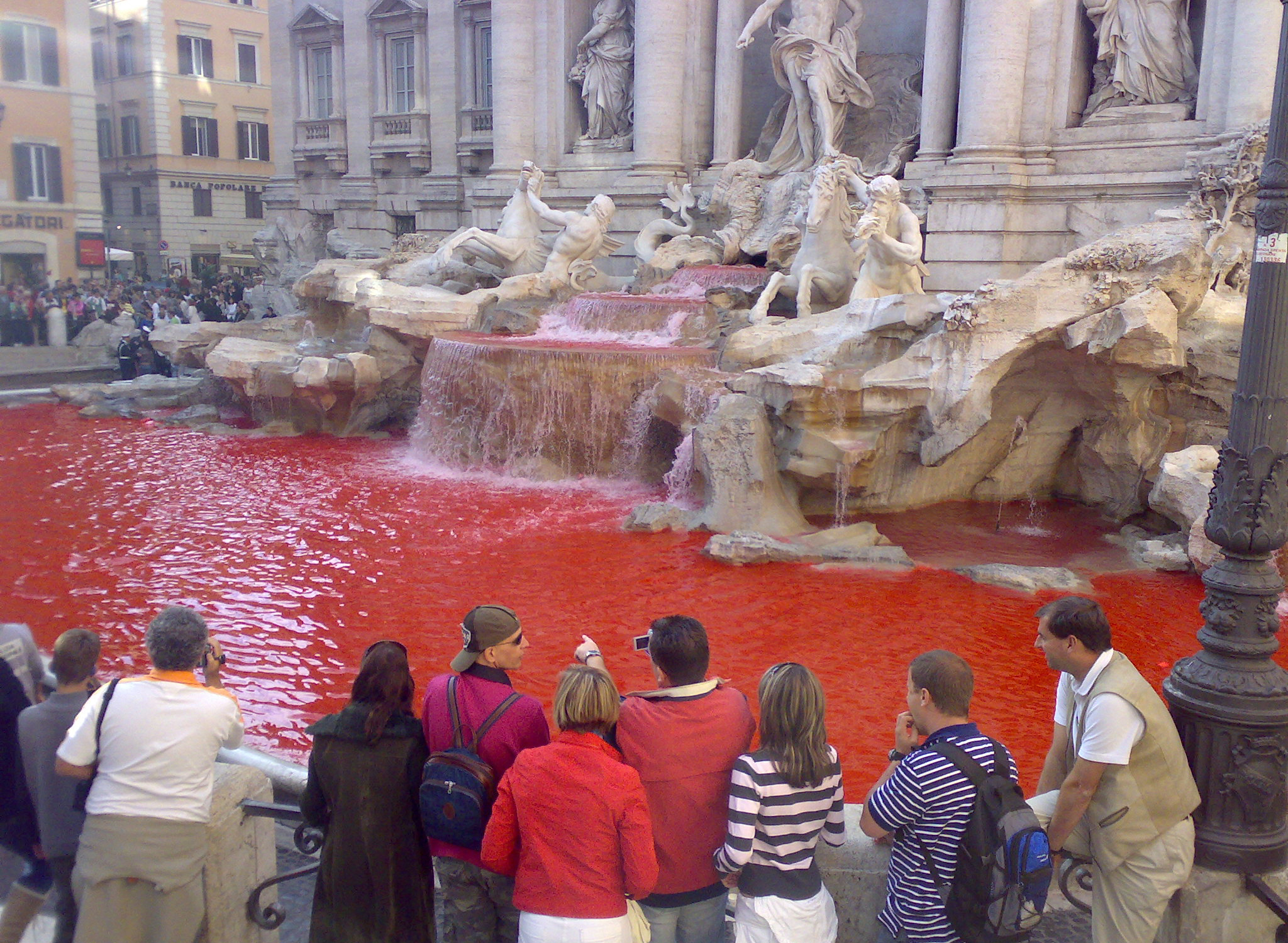
事件で赤く染まったトレヴィの泉

泉の中への立ち入りは禁止されており、違反者には罰金が科される。
2007年10月19日、観光客が泉を眺めるなか、何者かが赤い塗料を泉に投げ込み、噴水が真っ赤に染まるという事件が発生した。「灰色のブルジョア社会を朱に染めてやる」というビラが残され、その人物は逃走した。その後の洗浄作業により大理石への被害は防がれた。
2018年、カナダ人観光客2人が泉で水浴を行い、450ユーロの罰金を受けた。